# Z70
Z70 är en svensk typ av lokomotor baserad på Z65. I början på 90-talet beslutade dåvarande SJ att rusta upp ett antal lokomotorer av typ Z65. Lokomotorerna försågs med nya Scaniamotorer och radiostyrning. För att få plats med den större motorn blev man tvungen att höja lokkorgen ett par decimeter, ett säkert kännetecken för att skilja Z65 och Z70. Vid SJ:s delning tillfördes samtliga Z70 Green Cargo som använder dem till växling och lättare godståg i hela landet. År 2013 började Green Cargo ställa av sina lok och år 2014 hade man tagit alla lok ur trafik. 
Utöver Z70 har sex lok av denna typ utrustats med ATC, som  fick litteran Z71. Dessutom har Hector Rail år 2008 köpt två Z70, vilka fick litteran 921. År 2016 köpte Hector Rail ytterligare fem lok av konkursade företaget Cargolink.

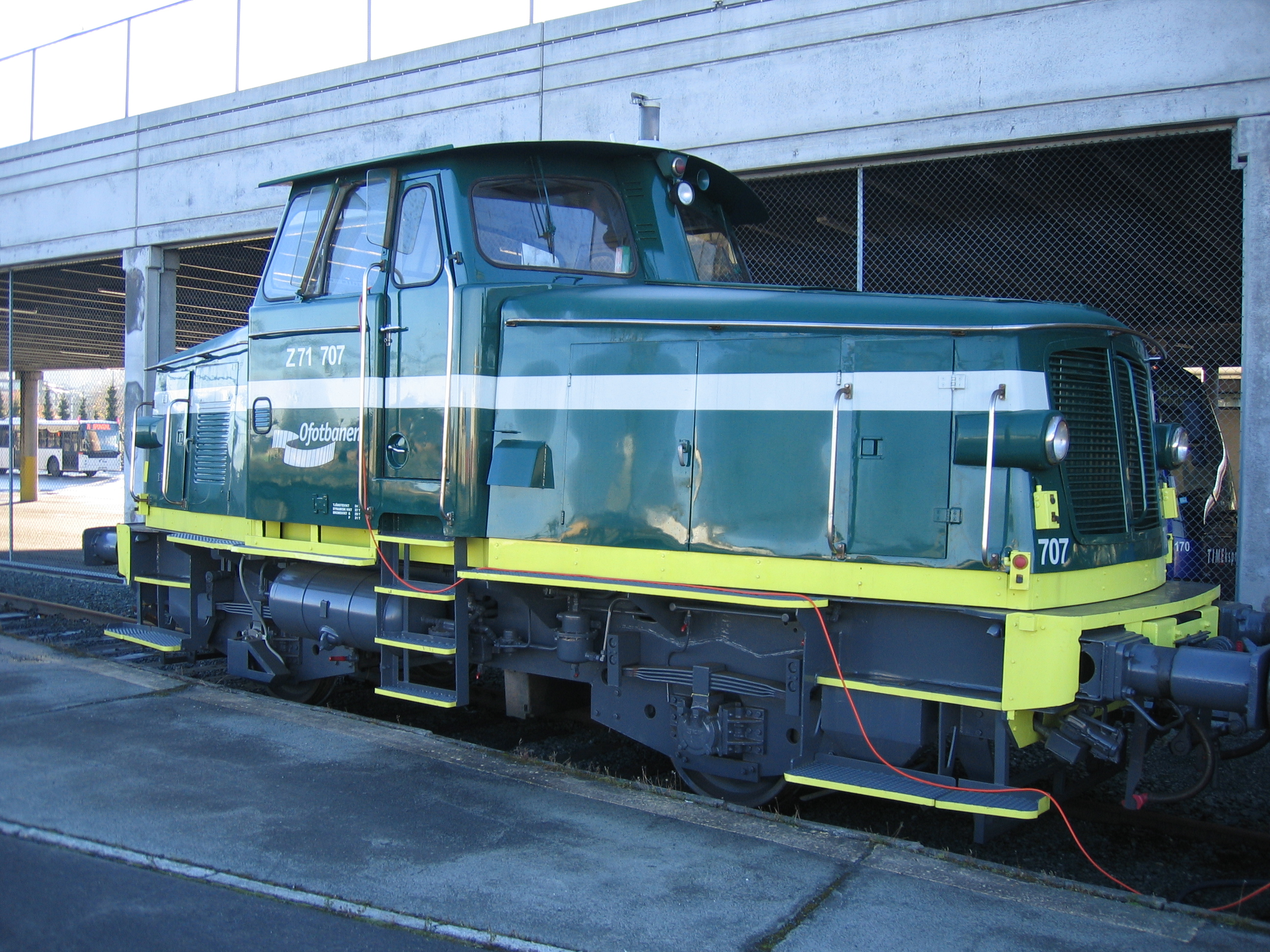
Ofotbanen AS Z71 i Trondheim 2007